# 조반니 롬바르도 라디체
조반니 롬바르도 라디체(이탈리아어: Giovanni Lombardo Radice, 1954년 9월 23일~2023년 4월 27일)는 이탈리아의 배우이다. 성은 '롬바르도 라디체'이고, 존 모르겐(John Morghen)이라는 예명으로도 활동했다.
로마에서 태어났다.

## 출연

### 영화
- 비욘드 퓨리(2017년)
- 어 데이 오브 바이얼런스(2010년)
- 하이드아웃(2007년)
- 오멘(2006년)
- 갱스 오브 뉴욕(2002년)
- 사도 바울(2000년) - 킹 헤로드 역
- 마이클 스트로고프(1999년)
- 육체의 비밀(1991년)
- 데몬스 4(1991년) - 마틴 로메로 역
- 데몬스 3(1989년)
- 아쿠아리스(1987년)
- 11낮 11밤(1986년)
- 홀로코스트 3(1981년)
- 시티 오브 더 리빙 데드(1980년)
- 지옥의 카니발(1980년)